# Casa al carrer del Capuig, 10 (l'Espluga de Francolí)
La Casa al carrer del Capuig, 10 és una obra de l'Espluga de Francolí (Conca de Barberà) inclosa a l'Inventari del Patrimoni Arquitectònic de Catalunya.

## Descripció
Exemple de casa construïda sobre arc diafragmàtic. En aquest cas no sembla que l'arc compleixi la funció d'obertura del pis inferior, sinó que més aviat la d'arc de descàrrega, necessari per a poder aixecar més pisos en una construcció bastida en doble. En dos pisos superiors, d'habitació i assecador, són de maó i l'escaire de la façana de carreus regulars.